# (969) Леокадия
969 Леокадия (969 Leocadia) — астероид главного пояса, открыт 5 ноября 1921 года.
Перед присвоением имени носил название (969) 1921 KZ.